# Giro di Lombardia 2014
108. edycja wyścigu kolarskiego Giro di Lombardia odbyła się w dniu 5 października 2014 roku i liczyła 260 km. Start tego klasycznego wyścigu znajdował się w Como a meta w Bergamo. Wyścig ten figurował w rankingu światowym UCI World Tour 2014 i był przedostatnim wyścigiem w 2014 roku tego cyklu.

## Uczestnicy
Na starcie tego klasycznego wyścigu wystartowało 25 ekip, osiemnaście drużyn jeżdżących w UCI World Tour 2014 i siedem zespołów zaproszonych przez organizatorów z tzw. "dziką kartą".
Lista drużyn uczestniczących w wyścigu:
| Numery  | Kod | Drużyna                      |
| ------- | --- | ---------------------------- |
| 1-8     | KAT | Team Katusha                 |
| 11-18   | ALM | Ag2r-La Mondiale             |
| 21-28   | AND | Androni Giocattoli-Venezuela |
| 31-38   | AST | Pro Team Astana              |
| 41-48   | BAR | Bardiani CSF                 |
| 51-58   | BEL | Belkin                       |
| 61-68   | BMC | BMC Racing Team              |
| 71-78   | CJR | Caja Rural-Seguros RGA       |
| 81-88   | CAN | Cannondale                   |
| 91-98   | COL | Colombia                     |
| 101-108 | FDJ | FDJ.fr                       |
| 111-118 | GRS | Garmin-Sharp                 |
| 121-128 | IAM | IAM Cycling                  |

| Numery  | Kod | Drużyna                 |
| ------- | --- | ----------------------- |
| 131-138 | LAM | Lampre-Merida           |
| 141-148 | LTB | Lotto-Belisol           |
| 151-158 | MOV | Movistar Team           |
| 161-168 | NRI | Neri Sottoli            |
| 171-178 | OPQ | Omega Pharma-Quick Step |
| 181-188 | OGE | Orica-GreenEDGE         |
| 191-198 | EUC | Team Europcar           |
| 201-208 | GIA | Giant-Shimano           |
| 211-218 | TNE | Team NetApp-Endura      |
| 221-228 | SKY | Team Sky                |
| 231-238 | TTS | Team Tinkoff-Saxo       |
| 241-248 | TRE | Trek Factory Racing     |

## Wyniki wyścigu
| Miejsce | Zawodnik           | Państwo    | Drużyna          | Czas       |
| ------- | ------------------ | ---------- | ---------------- | ---------- |
| 1.      | Daniel Martin      | Irlandia   | Garmin-Sharp     | 6h 25' 33" |
| 2.      | Alejandro Valverde | Hiszpania  | Movistar Team    | + 1"       |
| 3.      | Rui Costa          | Portugalia | Lampre-Merida    | + 1"       |
| 4.      | Tim Wellens        | Belgia     | Lotto-Belisol    | + 1"       |
| 5.      | Samuel Sánchez     | Hiszpania  | BMC Racing Team  | + 1"       |
| 6.      | Michael Albasini   | Szwajcaria | Orica-GreenEDGE  | + 1"       |
| 7.      | Philippe Gilbert   | Belgia     | BMC Racing Team  | + 1"       |
| 8.      | Joaquim Rodríguez  | Hiszpania  | Team Katusha     | + 1"       |
| 9.      | Fabio Aru          | Włochy     | Pro Team Astana  | + 1"       |
| 10.     | Rinaldo Nocentini  | Włochy     | Ag2r-La Mondiale | + 14"      |